# Mycalesis typhlus
Mycalesis typhlus är en fjärilsart som beskrevs av Hans Fruhstorfer 1908. Mycalesis typhlus ingår i släktet Mycalesis och familjen praktfjärilar. Inga underarter finns listade i Catalogue of Life.